# Šarūnas Marčiulionis
Šarūnas Marčiulionis, né le 13 juin 1964 à Kaunas, est un joueur de basket-ball lituanien, évoluant au poste d'arrière.

## Biographie
Il débute avec Statyba Vilnius dans le championnat d'URSS. Dès 1987, il est drafté par les Warriors de Golden State. Puis en 1988, il participe avec Arvydas Sabonis à la victoire de l'équipe d'URSS lors des Jeux olympiques d'été de 1988 à Séoul.
L'année suivante, il rejoint la NBA, devenant même l'un des premiers Européens à y obtenir un temps de jeu significatif. Son rôle est reconnu par deux deuxièmes places au classement du meilleur sixième homme, en 1991 et en 1992. Sa réussite prouve la compétitivité des Européens, ce qui va déclencher l'internationalisation de la NBA.
Après sa carrière, il reste dans le monde du basket-ball, créant et devenant président de la Ligue lituanienne de basket-ball en 1993 puis fondant la Ligue Nord Européenne de Basket-ball en 1999 dont il devient le commissioner.
Un de ses fils, Augustas, est également basketteur professionnel.

## Clubs successifs

### Europe (URSS)
- 1983-1989 : Statyba Vilnius.

### NBA
- 1989-1993 : Warriors de Golden State
- 1994-1995 : SuperSonics de Seattle
- 1995-1996 : Kings de Sacramento
- 1996-1997 : Nuggets de Denver

## Palmarès

### NBA
- Nommé deuxième du classement NBA Sixth Man of the Year (meilleur sixième homme) en 1991 et 1992.

### Équipe nationale
Jeux olympiques
- Médaille d'or aux Jeux olympiques d'été de 1988 à Séoul avec l'URSS.
- Médaille de bronze aux Jeux olympiques d'été de 1992 à Barcelone.
- Médaille de bronze aux Jeux olympiques d'été de 1996 à Atlanta.

Championnat d'Europe des Nations.
- Médaille d'argent au Championnat d'Europe 1987.
- Médaille d'argent au Championnat d'Europe 1989.
- Médaille d'argent au Championnat d'Europe 1995.

### Distinctions personnelles
- Meilleur joueur (MVP) du Championnat d'Europe de basket-ball 1995.
- Nommé Mr. Europa 1988 par le magazine italien Superbasket.
- Sportif lituanien de l'année en 1987, 1989, 1990 et 1991.
- Nommé au FIBA Hall of Fame[2] en juillet 1995.